# Wayne Allwine
Wayne Anthony Allwine (n. 7 februarie 1947, Glendale, California, SUA – d. 18 mai 2009, Los Angeles, California, SUA) a fost un actor american pentru Walt Disney Company. El este cunoscut mai ales ca vocea lui Mickey Mouse, rol deținut timp de 32 de ani. Allwine a fost căsătorit cu actrția Russi Taylor, care joacă rolul lui Minnie Mouse din 1986. El a murit în 2009 din cauza unor complicații cauzate de diabet.